# 東海林のり子
東海林 のり子（しょうじ のりこ、旧姓：青羽 のり子（あおば のりこ）、1934年5月26日 - ）は、日本の女性芸能リポーター、フリーアナウンサー、著述家で元ニッポン放送アナウンサー（ニッポン放送の第3期アナウンサー）。埼玉県浦和市（現在の埼玉県さいたま市浦和地区）生まれ。埼玉県師範学校附属小学校（現在：埼玉大学教育学部附属小学校）、埼玉県立浦和第一女子高等学校、立教大学文学部英文学科卒業。

## 来歴
埼玉県浦和市（現在の埼玉県さいたま市）生まれ。4姉妹の末っ子。
1957年立教大学文学部英米文学科卒業、ニッポン放送入社。1970年（昭和45年）退社し、以後はフリーランスの芸能リポーターとして『小川宏ショー』、『3時のあなた』、『おはよう!ナイスデイ』（上記3番組は、フジテレビ）など多くのワイドショーに出演。
ワイドショー内でも特に事件リポーターとしても活躍し、以降全国を飛び回って数々の事件の現場に立った。そのレポートぶりは、ナンシー関をして「（凄惨な事件の現場や被害者の葬儀会場にて）悲しそうな表情で、涙を流しているにもかかわらず、声は鼻声にならず普段通りである。素晴らしいプロ技だ」と言わしめたほど。「現場の東海林です」というフレーズでお馴染みだが、「現場の東海林がお伝えしました」というバージョンも存在する（こちらはバラエティ番組〈おもに再現ドラマ〉でのみ使用）。
1994年度の日本女性放送者懇談会賞（現・放送ウーマン賞）を受賞する。
1995年に発生した阪神・淡路大震災を期にリポーターとしての活動に終止符を打つことを決意。リポーター引退の理由を、あの時は「もうこれ以上に悲惨な現場に出合うことはない」と思ったと後に振り返っている。『小川宏ショー』、『3時のあなた』、『おはよう!ナイスデイ』で約13年間、3,000件を超える事件を取材した。以降、司会業やコメンテーターの活動に主軸を移したが、『脳内エステ IQサプリ』の問題中に登場したりなど、不定期ながらリポーターとして出演している。
警察の運転免許更新時に使われるVTRに出演したこともある。自身が司会をしていた『パワーワイド』のテレビ朝日映像が制作をしていた。
携帯サイト 『梨元芸能！裏チャンネル』にて、（特に女性）ユーザーのさまざまな悩みに答える相談コーナーのパーソナリティを務めている。
ラジオ番組「現場の東海林です。斎藤安弘アンコーです。」に出演していた。現在は講演活動などを行っている。

## 人物

### 生い立ち
4姉妹の末っ子として生まれ、両親・祖父母のほか親族と住み込みのお手伝いたちとの同居生活だった。代々岩槻藩の藩士の家系だったが、明治時代に曽祖父が浦和で質屋を始めた。家業を継いだ父はお坊っちゃん育ちなため商売は下手だったが、生活自体は豊かだったという。
当時は広い庭のある大きな家で暮らし、4姉妹には世話をしてくれる“ねえや”（お手伝い）が1人ずついた。
子供の頃は、歌舞伎好きな母親の影響で姉たちと長唄や日本舞踊を習っていた。親戚が集うとよく歌を披露したり、小学校に入学後にNHKのラジオ番組で童謡を歌ったこともある。さらに終戦直後の映画「そよかぜ」で使う歌の収録に参加し、松竹大船撮影所で「リンゴの唄」を合唱した。
立教大学時代はESS（英語研究会）に所属し、同サークルの一年後輩の野際陽子とは「ノッコ」、「ノギ」と呼び合うほど親しかった。野際とはESSの英語劇「修禅寺物語」（原作・岡本綺堂））での共演や、六大学野球の観戦、銀座の「三愛」で一緒に服の販売のアルバイトをするなどしていた。就職活動の時期になり、開局3年目のニッポン放送で女性アナの募集を知る。募集8人の所採用試験に挑み、応募者約2000人の狭き門だったが合格した。

### 結婚と仕事
3歳年下でESSの後輩男性と交際を続け、ニッポン放送入社3年目に結婚。この時夫はまだ就職前だったため東海林が家計を支え、その後長男を出産したのを機に37歳で退職。
フリーとなった後フジテレビから依頼を受けて情報番組「東京ホームジョッキー」に出演。同番組では団地にロケに訪れて主婦などを相手にお得商品を売る「産地直送バーゲン」（今で言う通販コーナー）の進行役などを担当。収録の合間に奥さん連中と立ち話をしたことが、後に事件リポーターの取材の原点となる。8年間出演した後、長女の出産に伴い同番組を降板する。
子育て中の40歳の頃にワイドショー番組の出演依頼を受けて出演し、その後リポーターを任されて徐々にやりがいを感じ始める。子育てを考えて辞めるべきか迷った所、夫から「日本一のリポーターになるなら応援する」と言われた。その後は仕事が忙しい時は夫や家政婦を雇って家事と子育てを頼み、本格的にリポーター人生を歩むこととなった。その後、40代から糖尿病を患っていた夫は2018年に腎臓病により死去。夫を亡くしてからずいぶん痩せたが、「生まれた時に誕生日があるように、亡くなった日は天国での誕生日なんですよ」と友人に元気づけられ、体力も回復した。

## エピソード

### 仕事での苦労など
東海林が所属していた頃のニッポン放送では、女性は男性のアシスタント的な存在で番組のメインを務めることはほぼなかった。「ニュースを読ませてほしい」と上司に直談判したこともあったが叶わなかった。
その後の事件リポーターを始めた頃は、取材関係先から「低俗なワイドショーの取材には答えられない」と門前払いされたり、警察にも軽んじられるなど苦労した。また当時のリポーター業界は男社会で、男性記者たちから「女に何ができるんだ」と言われるなど悔しい思いもした。しかし仕事を続ける中で“男性記者の諦めの早さ”に気づくと、現場に残って主婦の井戸端会議に混ざるなど女にしかできない方法で粘り強く情報を集めるようになる。

### 「10万人の宮崎勤」デマ被害
1989年（平成元年）、東京・埼玉連続幼女誘拐殺人事件で宮﨑勤が逮捕された直後に行われたコミックマーケット36において、「TBSの番組でコミックマーケットのレポートに訪れた東海林が、10万人を超える参加者を背に『ここに10万人の宮崎勤がいます！』と発言した」とネットで名指しされたことがあり、Wikipediaにそのことが記載されていた時期があった。しかし、そういった根拠は一切提示されておらず、東海林本人もインタビューで「言っていません、言うはずがありません」「コミックマーケットに行ったこともないのに」と明確に否定している。仕事仲間からは半ば信じている様に聞かれることもあったようで、東海林はプロとして大変ショックを受けたという。また、当時東海林がレポートを担当していたのはTBSではなく、フジテレビの『おはよう!ナイスデイ』である。

### ロック好き
X JAPAN、LUNA SEA、GLAY、ペニシリンなど、音楽バンドの熱狂的なファンとしても知られ、ロック音楽への造詣も深い。インディーズのバンドのライブにも足繁く通っている。
ロック好きのきっかけは、1991年頃にワイドショーをよく見ていたX JAPANのToshl（当時は、XのTOSHI名義）が東海林のファンになったことから。TOSHIのラジオ番組にゲスト出演した際、彼らの礼儀正しさに好感を持って意気投合。以降X JAPANを皮切りに、様々なロックバンドのライブをプライベートで観に行くようになった。
「ロックの母（ロッキンママ）」の異名も持っている。2017年のとあるライブ鑑賞時に、念願だったヘッドバンギングを初体験した。現在（2018年）は、「バンドのライブを観に行くことが、私にとって若さと健康の秘訣」としている。

### その他
リポーターとして芸能スキャンダルを担当することは少なかったが、有名人の葬儀リポートを任されることは多く、一部では「葬式リポーター」と称されたこともある。
2013年、80歳の時にニコニコ動画生中継にて「hide Memorial Day Special 2013 hide talk summit」第二部の司会をこなした。
現役時代の同僚・倉本聰とは親しい。
中学時代は水泳部に所属し、埼玉県大会で優勝したことがある（詳細な種目は不明）。
大学生の頃の将来の夢は、スチュワーデスか出版社で働くことだった。
「医者に行かないこと」を公言しており、病院にはほとんどかかったことがない。
座右の銘は、「人生に絶体絶命はない」（本人曰く「ピンチは乗り越えられるものだから」とのこと）。
性格について、「子供の頃から根本的にあまりくよくよせず、人を楽しませるのが好きな性格」と自己評価している。仕事関係者からは、「芯が強くて謙虚で優しい人」、「東海林さんは取材する時、相手の心に寄り添う気持ちをいつも持っていた。真摯に物事を伝えていたからスタッフや取材関係者の多くから信頼されていた」と評されている。

## レギュラー番組
- 『梨元芸能！裏チャンネル／解決！のり子相談室』（docomo、au、SoftBank 公式携帯サイト）
- 『新大人の時間』（YouTube AzcoTV）[19]

## 過去に出演した番組
ニッポン放送時代
- ニッポン放送ニュース　など

独立後
- 小川宏ショー（フジテレビ） ※この番組がテレビ初仕事である。最初はナレーター、のちにリポーターに[注釈 7]。
- 3時のあなた（フジテレビ） ※この番組で事件リポーターとなり現在の地位を確立。
- おはよう!ナイスデイ（フジテレビ）
- リビング４（フジテレビ）
- X TOSHIのオールナイトニッポン（ニッポン放送）ゲスト
- 知ってる?24時。（ニッポン放送）ゲスト
- ナインティナインのオールナイトニッポン（ニッポン放送）ゲスト
- Break Out（テレビ朝日）第1期レギュラー
- ライオンのいただきます（フジテレビ）レギュラー
- 堺屋太一のホットジャーナル（ニッポン放送）
- 東海林のり子のサプライズ!（ニッポン放送、2006年9月7日）
- トリビアの泉（フジテレビ）専門家に質問する時など。不定期
- ストリーム水曜（TBSラジオ 元現場クイズ担当）
- ラジかるッ（日本テレビ ラジかるッポシュレ担当）
- 東海林のり子の千客万来（JRN系列）
- パワーワイド（テレビ朝日）
- ワイド！スクランブル火曜（テレビ朝日）
- おもいッきりDON!（日本テレビ DON!DON!ポシュレ担当）
- PON!（日本テレビ 、「PON!PON!ポシュレ」担当）
- 岡野あつこ×東海林のり子 おとな対談スペシャル！（ネットテレビ　国際魅力学会運営・JapanアクターズTV　2016年5月18日から4週に渡り全4回で公開）
- 東海林のり子×岡野あつこ 大人の時間（ネットテレビ 2016年6月15日から1ゲスト全4回を基本に毎週1回YouTubeにて公開。2018年8月に全115回で終了[20][21]。）
- 現場の東海林です。斎藤安弘アンコーです。（エスケープロダクツ制作、2019年4月～2024年3月 TBC、KBS2局ネット）[22]

## ニッポン放送の同期
- 枇杷阪明 （フジテレビ「アナトレ」特別講師）
- 山田祐嗣 （フジテレビ「アナトレ」特別講師）
- 倉本聰

なお、「オールナイトニッポン」の初代パーソナリティの一人である高岡尞一郎も枇杷阪と同期であることが明言されているので、すなわち東海林と同期であると思われる。

## その他
- 踊る大捜査線 秋の犯罪撲滅スペシャル（1998年）
- 女と愛とミステリー「芸能記者・柳田信吉の挑戦」（2003年） - スナックママ・のり子 役
- 葵 徳川三代（2000年、NHK大河ドラマ） - リポーター 役
- ツヨシしっかりしなさい（1994年、テレビアニメ） - 東海林レポーター役（第79話特別出演）

## 著書
- 『へこたれないじゃん』扶桑社文庫） 1994.4
- 『まけるなしんちゃん 阪神大震災の子どもたち』ポプラ社いきいきノンフィクション 1995.10 　のち文庫
- 『有名人『若さの秘密』 裏・側・編 （現場から東海林のり子がお伝えします シリーズ第1弾）』ダイナミックセラーズ出版, 1995.2
- 『お悔やみ』扶桑社文庫） 1995.4
- 『Mother & sons 東海林のり子と10人のロッカー達』1-2、編著. ベストセラーズ, 1995-96
- 『ホット・トーク・ロッカーズ』編・著. ワニブックス, 1997.12
- 『Heart beat ロッキン・ママwith 11組のミュージシャンの、ドキドキワクワク対談集 Popbeat presents』編・著. 主婦と生活社, 2000.6
- 『「芸能界」心にしみる、いい話』二見書房, 2001.11
- 『夫を粗大ゴミにしない銀の法則人生を豊かにする金の法則』幻冬舎, 2003.9
- 『東海林のり子の「人生yesの法則」』シンコーミュージック・エンタテイメント, 2008.5
- 『我がままに生きる。』 （TWJ BOOKS） トランスワールドジャパン, 2020.8

### 共著
- 『失敗しないお葬式 日本一の最年長リポーターと日本一の葬儀司会者がお勧めする』木野島光美共著. 文芸社, 2009.9
- 『あなたの隣にある危機（リスク）糖尿病網膜症 早期受診で失明を防ぐ』右田雅義共著. 保健同人社, 2018.3
- 『美淑女になるために 訪れる「おひとりさま」を華やかに生きるヒント』岡野あつこ共著. 徳間書店, 2019.11